# Flamenpolitik
Als Flamenpolitik werden die Maßnahmen des Deutschen Reiches in Belgien bezeichnet, die Flamen während der Besatzungszeit im Ersten Weltkrieg und Zweiten Weltkrieg auf die deutsche Seite (Deutsches Reich, Österreich-Ungarn usw.) zu ziehen. Dabei wurde der Konflikt zwischen Flamen und Wallonen (Flämisch-wallonischer Konflikt) genutzt, insbesondere die Diskriminierung der niederländischen Sprache gegenüber dem Französischen.

## Erster Weltkrieg
Zunächst wurden die bereits bestehenden belgischen Sprachengesetze umgesetzt. 1916 erfolgte erstmals ein Versuch, die 1817 gegründete Universität Gent als niederländischsprachige Universität festzulegen. 1917 wurde in die französisch dominierten Staatsstrukturen des Landes eingegriffen und die Verwaltung in einen flämischen und einen wallonischen Teil getrennt. Unterstützung bekamen die Besatzungsbehörden von den so genannten Aktivisten der Flämischen Bewegung. Die deutsche Flamenpolitik ist für die weitere belgische Geschichte insofern von Bedeutung, als erstmals in größerem Umfang die öffentliche Verwaltung nach den flämischen und wallonischen Bevölkerungsgruppen getrennt und auch die staatliche Unabhängigkeit Flanderns gefordert wurde.

## Nationalsozialismus
Die Westdeutsche Forschungsgemeinschaft, eine Teilorganisation der Volksdeutschen Forschungsgemeinschaften (VFG), lieferte als kämpferische Wissenschaft im Rahmen der Westforschung Argumente gegen die Grenzziehung nach dem Versailler Vertrag und für eine völkisch begründete Eingliederung belgischer Gebiete. Nach dem Westfeldzug 1940 suchte das Deutsche Reich durch eine Flamenpolitik die Kollaboration flämischer Kräfte wie des Flämischen Nationalverbandes zu fördern. Dadurch wurden auch Freiwillige für die Flämische Legion, eine Gliederung der Waffen-SS, geworben.